# Uênia Fernandes
Uênia Fernandes da Souza (Goiana, 12 augustus 1984) is een Braziliaans wielrenster die anno 2015 rijdt voor Alé Cipollini.

## Overwinningen
2004
Copa América de Ciclismo
2007
3e etappe deel B Ronde van El Salvador
2008
Copa América de Ciclismo
2013
6e etappe Ronde van El Salvador
Algisi · Bartelloni · Berlato · Cauz · Confalonieri · Cucinotta · Faure · Fernandes · Fidanza · Frapporti · Jasińska · Muccioli · Olds · Oliveira · Rossato · Tagliaferro